# Annegret Lenze
Annegret Lenze (* 2. August 1959) ist eine deutsche Juristin und Richterin.

## Beruflicher Werdegang
Die promovierte Juristin Annegret Lenze war seit August 1989 Richterin am Sozialgericht Bremen.
Die Bremische Bürgerschaft wählte sie am 7. September 1995 für die Amtsperiode 1995 bis 1999 zum stellvertretenden Mitglied an den Staatsgerichtshofs der Freien Hansestadt Bremen.

## Verfahren
Am 10. Oktober 1997 war sie an der Entscheidung des Staatsgerichtshofs zur Überprüfung der Verfassungsgemäßheit von Vorschriften zur Haushaltsführung befasst. 25 Abgeordnete der Bremischen Bürgerschaft hatten einen Antrag auf Überprüfung von § 117 der Landeshaushaltsordnung sowie des Gesetzes zur vorläufigen Haushaltsführung 1996 der Freien Hansestadt Bremen und des Ortsgesetzes der Stadtgemeinde Bremen von 1996 eingereicht.